# Knebelsrod

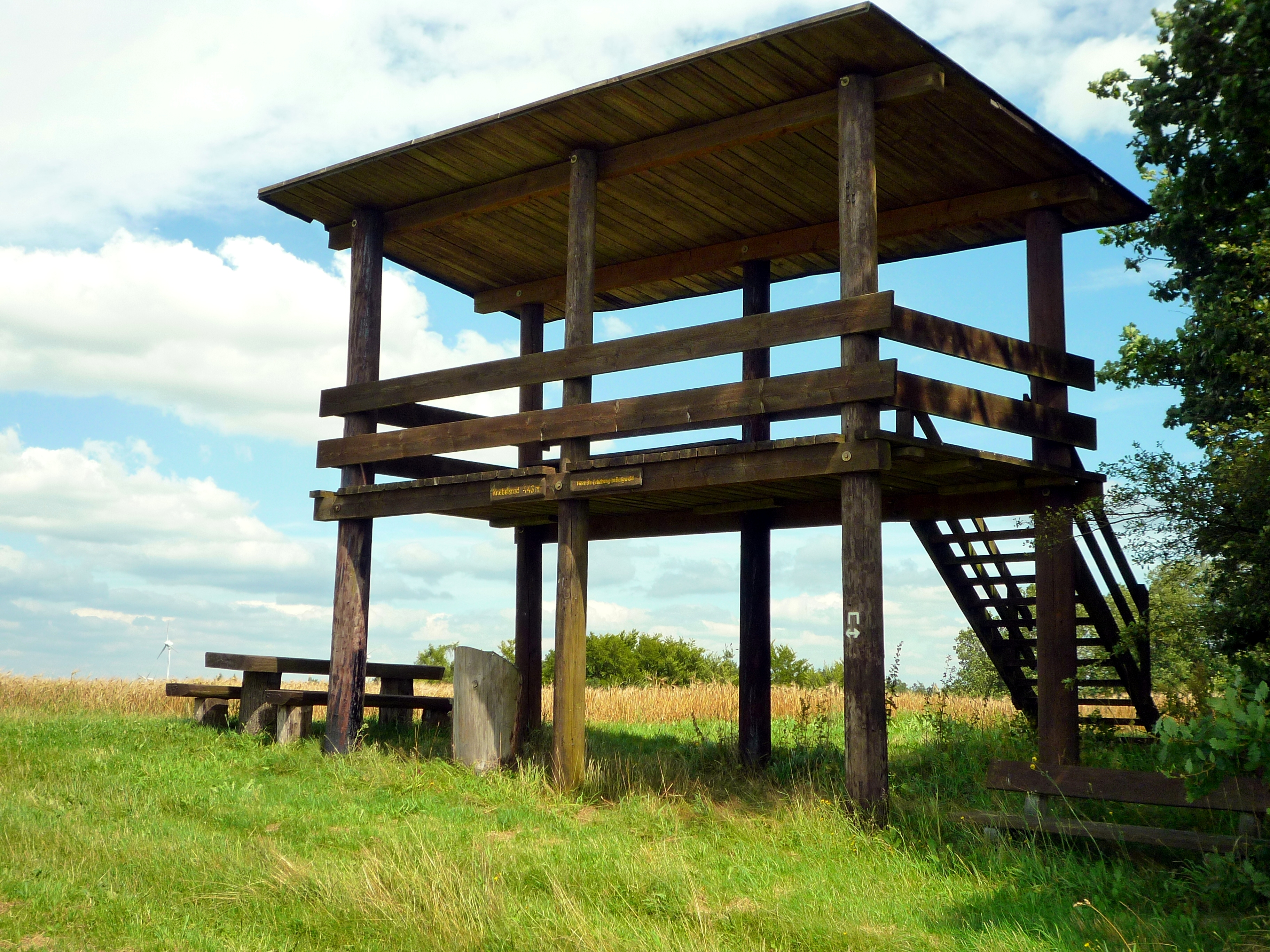
Aussichtsgerüst, etwas südlich des Knebelsrodgipfels

Der Knebelsrod bei Friedrichshausen im nordhessischen Landkreis Waldeck-Frankenberg ist mit 443,1 m ü. NHN die höchste Erhebung des Burgwaldes.

## Geographie

### Lage
Der Knebelsrod erhebt sich im Norden des Burgwaldes. Sein Gipfel liegt 1,4 km südöstlich von Friedrichshausen, 2,5 km südwestlich von Haubern und 1,8 km nordöstlich von Willersdorf, drei Ortsteilen von Frankenberg, und 2 km (jeweils Luftlinie) westnordwestlich von Römershausen, einem Ortsteil von Haina.
Über die nördlichen Hochlagen der Erhebung verläuft auf maximal etwas mehr als 400 m Höhe zwischen Friedrichs- und Römershausen die Landesstraße 3073. Während die Gipfelregion und Südwestflanke landwirtschaftlich genutzt werden, sind die übrigen Flanken größtenteils bewaldet.

### Naturräumliche Zuordnung
Der Knebelsrod liegt in der naturräumlichen Haupteinheitengruppe Westhessisches Berg- und Senkenland (Nr. 34) und in der Haupteinheit Burgwald (345) etwa auf der Grenze der Naturräume Nördlicher Burgwald (345.1) im Süden und Bottendorfer Flur (345.50) als Teil des Frankenberger Oberlandes (345.5) im Norden und Hauberner Hecke (345.510) als Teil der zur Bottendorfer Flur gehörenden Geismarer Platte (345.51) etwa im Osten.

## Rhein-Weser-Wasserscheide
Über den Knebelsrod verläuft die Rhein-Weser-Wasserscheide: Nach Osten fällt die Landschaft in das Tal des durch Römershausen fließenden Bachs von Römershausen ab, dessen Wasser durch die Fließgewässer Schweinfe, Wohra, Ohm und Lahn den Rhein erreicht. Nach Nordwesten fällt sie in das Tal des in Richtung Frankenberg verlaufenden Eder-Zuflusses Gernhauser Bach ab, nach Nordosten in jenes des durch Dainrode strebenden Eder-Zuflusses Lengelbach und nach Südwesten in jenes des durch Willersdorf fließenden Nemphe-Zuflusses Kaltes Wasser; das Wasser dieser drei Fließgewässer erreicht letztlich über die Eder und Fulda die Weser.

## Aussichtsmöglichkeit und Wandern
Vom etwas südlich des Knebelsrodgipfels stehenden Aussichtsgerüst fällt der Blick in den Burgwald und in Richtung Westen und Norden zum Rothaargebirge und Upland, nach Nordosten zum Kellerwald und nach Westsüdwesten zum Lützlergebirge mit der Sackpfeife. Zudem ist im Südwesten das nahe Willersdorf zu sehen. Vorbei führen die 12 km lange Knebelsrod Extratour des Ederhöhenpfades, der Diemel-Eder-Weg und der Quernstweg.